# Yélimané
Cercle de Yélimané är en krets i Mali.   Den ligger i regionen Kayes, i den västra delen av landet, 400 km nordväst om huvudstaden Bamako. Antalet invånare är 178 442. Arean är 5 700 kvadratkilometer.
Terrängen i Cercle de Yélimané är platt norrut, men söderut är den kuperad.